# Iola Leal Riesco
Iola Leal Riesco (Lugo, 4 de julio de 1977) es una activista ambiental y social española que trabaja para el Instituto Forestal Europeo y Well Grounded.

## Trayectoria
Su formación académica se centra en el campo de la ecología forestal y humana. Desde 2003 ha estado trabajando para ayudar a resolver los desafíos de integrar los problemas ambientales en las políticas de ayuda de la Comunidad Europea (CE) y mejorar la gobernanza de los bosques a nivel mundial. Su trabajo continua centrándose en las políticas de la Unión Europea (UE) y sigue de cerca su plan de acción para la aplicación de las leyes, la gobernanza y el comercio forestales.
En 2010, creó con Cath Long la organización Well Grounded, que brinda servicios y apoyo a las organizaciones de la sociedad civil africana que trabajan con las comunidades para ayudarlas a hacer valer sus derechos y mejorar la gobernanza forestal.
Ha trabajado para Making Europe Work for Forests and People-FERN, Amazonia Assemblea de Solidaritat, Skamot Verd y Asociación pola defensa da ría, antes de incorporarse a European Forest Institute-EFI. Es licenciada en Biología por la Universidad de Barcelona.

## Publicaciones
- ¿De un informe del Tribunal de Cuentas Europeo a un proceso de aprendizaje? (enlace roto disponible en Internet Archive; véase el historial, la primera versión y la última). El desafío de integrar el medio ambiente en la ayuda al desarrollo de la Comunidad Europea (enlace roto disponible en Internet Archive; véase el historial, la primera versión y la última).Olearius A, Leal Riesco I y Nicholson S (2008)
- Transparencia y disponibilidad de la documentación de ayuda de la CE, una revisión Nicholson S & Leal Riesco I (2007) FERN-WWF-BirdLife Report, septiembre de 2007.
- Provocar el cambio: una caja de herramientas para ONG africanas. Saskia Ozinga y Iola Leal Riesco (2007)
- Integración de las cuestiones medioambientales en la próxima ronda de acuerdos de cooperación entre la UE y los países ACP Leal Riesco I. Nota informativa sobre la plataforma forestal de la CE de FERN Número 04, junio de 2006
- Rautio, Pasi; Markkola, Annamari; Martel, Jocelyn; Tuomi, Juha; Harma, Esa; Kuikka, Karita; Siitonen, Annika; Riesco, Iola Leal et al. (2002). «Developmental plasticity in birch leaves: defoliation causes a shift from glandular to nonglandular trichomes». Oikos 98 (3): 437-446. ISSN 0030-1299. doi:10.1034/j.1600-0706.2002.980308.x.
- Mujeres y Medio Ambiente siguen rezagadas . Leal Riesco I. (2003) Revista Phoenix, julio: Constitución europea pág. 40.
- Impacto económico de los transgénicos en la industria agroalimentaria . Leal Riesco I (2003) Consejo de la UE, informe interno.
- Pérdida de bosques y salud humana: enfoque en las políticas y prácticas de la UE Leal Riesco I (2005) FERN Briefing Note, Bruselas.
- Muller, Natureza e Tecnoloxía Leal Riesco I (2001). XVIII Semana de la Filosofía de Galicia: Filosofía y Tecnología, Pontevedra. Aula Castelao de Filosofía y Universidad de Vigo.
- Enginyeria genètica ... ¿sense fronteres? Sergi Rodríguez Tohà, Eulàlia Gassó i Miracle i Iola Leal Riesco. Ecoilla nº12, págs. 1-4, diciembre de 1997 y Boletín nº 9 de la Xarxa de Consum Solidari de Barcelona, diciembre de 1998]